# Байрон (Мен)
Байрон (англ. Byron) — місто (англ. town) в США, в окрузі Оксфорд штату Мен. Населення — 103 особи (2020).

## Демографія
Згідно з переписом 2010 року, у місті мешкало 145 осіб у 58 домогосподарствах у складі 35 родин. Було 223 помешкання
Расовий склад населення:
| - 95,9 % — білих |

До двох чи більше рас належало 4,1 %. Частка іспаномовних становила 0,7 % від усіх жителів.
За віковим діапазоном населення розподілялося таким чином: 25,5 % — особи молодші 18 років, 60,0 % — особи у віці 18—64 років, 14,5 % — особи у віці 65 років та старші. Медіана віку мешканця становила 49,2 року. На 100 осіб жіночої статі у місті припадало 123,1 чоловіків;  на 100 жінок у віці від 18 років та старших — 125,0 чоловіків також старших 18 років.
Середній дохід на одне домашнє господарство  становив 79 544 долари США (медіана — 57 917), а середній дохід на одну сім'ю — 99 489 доларів (медіана — 63 750). За межею бідності перебувало 16,1 % осіб, у тому числі 18,8 % дітей у віці до 18 років та 12,5 % осіб у віці 65 років та старших.
Цивільне працевлаштоване населення становило 40 осіб. Основні галузі зайнятості: будівництво — 32,5 %, освіта, охорона здоров'я та соціальна допомога — 27,5 %, мистецтво, розваги та відпочинок — 10,0 %, науковці, спеціалісти, менеджери — 7,5 %.